# رافاييل فيدال
رافاييل فيدال (بالإسبانية: Rafael Vidal) هو صحفي فنزويلي، ولد في 6 يناير 1964 في كاراكاس في فنزويلا، وتوفي بنفس المكان في 12 فبراير 2005 بسبب حادث مرور.

## وصلات خارجية
- فيدال كاسترو على موقع الاتحاد الدولي للسباحة (الإنجليزية)
- فيدال كاسترو على موقع أوليمبيديا (الإنجليزية)